# Самарська битва
Самарська битва — битва, що відбулася в 1616 між запорізькими козаками і кримськими татарами поблизу річки Самари.

## Історія
1616 року український гетьман Петро Конашевич-Сагайдачний після поразки турків на Дніпрі дізнався, що кримські татари вторглися в межі України і зважився підстерегти їх при поверненні звідти.
Розташувавшись біля гирла Кінських вод, він отримав звістку, що кримці перебираються через річку Самару (притока Дніпра, нині — Дніпропетровська область) і на берегах її матимуть нічліг. Підійшовши вночі до їхнього стану, козаки пострілами розігнали табун татарських верхових коней і потім ударили лавою на приголомшених ворогів, які навіть не встигли схопитися за зброю. Визволені козаками бранці допомагали винищувати татар, із яких жоден не залишився живим. Татарський табір з усією награбованою здобиччю дістався переможцям, які наділили своїх визволених земляків кіньми та зброєю ворога.